# City on Fire
A City on Fire (hagyományos kínai: 龍虎風雲, egyszerűsített kínai:龙虎风云, pinjin: Long hu feng yun, magyaros átírás szerint: Lung hu feng jün) egy hongkongi akció-krimi-dráma, melyet 1987-ben mutattak be Hongkongban. Producere és rendezője Ringo Lam, főszereplői Chow Yun-fat, Danny Lee és Sun Yueh.

## Cselekmény
Ko Chow (Chow Yun-fat) rendőr beépített ügynökként dolgozó rendőr, aki munkájából adódóan mindkét oldal nyomásának igyekszik eleget tenni. Főnöke, Lau felügyelő (Sun Yueh) azt szeretné, hogy ezúttal egy ékszer tolvaj bandába épüljön be. Közben barátnője (Carrie Ng) azt akarja, hogy házasodjanak össze, különben ő elhagyja a várost egy másik szeretőjével, illetve más rendőrök is üldözik út, akik nem tudják, hogy kolléga. Mindemellett Chow szeretne már kilépni a rendőrségtől, mert rosszul érzi magát attól, hogy el kell árulnia olyan embereket, akik bár gyilkosok vagy drog kereskedők, de időközben a barátai lettek. A banda egyik tagjával, Fuval (Danny Lee) különösen szoros barátságba kerültek.

## Szereplők
- Chow Yun-fat – Ko Chow
- Sun Yueh – Lau felügyelő
- Danny Lee – Fu
- Carrie Ng – Hung
- Roy Cheung – John Chan felügyelő

## Fogadtatás
1988-ban Chow Yun-fat, mint legjobb szereplő, Ringo Lam, mint legjobb rendező Hong Kong Film-díjat kapott. A hkfilm.net 7,5 pontos értékelést adott,  a Rotten Tomatoes oldalán a kritikusi értékelések alapján 91%-ra, a közönség értékelése alapján 69%-ra értékelték.

## Hatásai
Quentin Tarantino 1992-es Kutyaszorítóban című filmje a City on Fire számos kulcsjelentét kölcsönözte, melyért sokszor támadták is Tarantinót. A két film számos dologban hasonló vagy azonos, mindkét film ékszerrablásra épült, beépített rendőr főszereplővel dolgozik, aki elárulja a bandát, és kockapontosan megegyező snittek is akadnak mindkét alkotásban.